# Ernst Melchior
Ernst Melchior (Villach, 26 giugno 1920 – Rouen, 5 agosto 1978) è stato un allenatore di calcio e calciatore austriaco, di ruolo attaccante.

## Carriera
Prese parte con la Nazionale austriaca alle Olimpiadi del 1948.

## Palmarès

### Giocatore

#### Competizioni nazionali
- Campionato austriaco: 3

Austria Vienna: 1948-1949, 1949-1950, 1952-1953
- Coppa d'Austria: 2

Austria Vienna: 1947-1948, 1948-1949

### Allenatore

#### Competizioni nazionali
- Coppa di Tunisia: 2

Club Africain: 1968, 1969
- Supercoppa di Tunisia: 1

Club Africain: 1968